# Тамео Иде
Тамео Иде (јап. 井出 多米夫; 27. новембар 1908 — 17. август 1998) био је јапански фудбалер.

## Каријера
Током каријере играо је за Токио ОБ.

## Репрезентација
За репрезентацију Јапана дебитовао је 1930. године.

## Статистика
| Јапан  | Јапан | Јапан |
| Год.   | Ута.  | Гол.  |
| ------ | ----- | ----- |
| 1930   | 1     | 0     |
| Укупно | 1     | 0     |